# Mária Takács
Mária Takács (6 de março de 1966, em Törökszentmiklós, condado de Jász-Nagykun-Szolnok), é uma halterofilista húngara.
Mária Takács participou da primeira edição do Campeonato Mundial de Halterofilismo para mulheres em 1987. Desde então, conquistou seis medalhas de prata e seis de bronze no total combinado (arranque+arremesso) na competição, em diversas categorias de peso.
Ela também participou da primeira edição do Campeonato Europeu, em 1988, onde terminou em quarto lugar. Ao longo de sua carreira, foi campeã em cinco ocasiões e vice-campeã em outras cinco, além de ter terminado em quarto lugar na edição de 1999.
Em 2006 foi eleita para o Weightlifting Hall of Fame, sendo a primeira mulher desportista a receber esta homenagem.
Em 2011 se tornou secretária-geral da Federação Húngara de Halterofilismo.
Mária Takács participou de diversas competições de halterofilismo na categoria máster, destinada a atletas com mais de 35 anos e que abrange várias divisões etárias, e conquistou onze campeonatos mundiais entre 2004 e 2019.

## Quadro de medalhas
Quadro de medalhas no total combinado:
| Campeonato Mundial | Campeonato Mundial              | Campeonato Mundial | Campeonato Mundial | Campeonato Mundial |
| Ano                | Lugar                           | Categoria          | Posição            | Ref.               |
| ------------------ | ------------------------------- | ------------------ | ------------------ | ------------------ |
| 1987               | Daytona Beach, Estados Unidos   | –75 kg             | Medalha de prata   | [ 7 ]              |
| 1988               | Jacarta, Indonésia              | –67,5 kg           | Medalha de prata   | [ 7 ]              |
| 1989               | Manchester, Reino Unido         | –67,5 kg           | Medalha de prata   | [ 7 ]              |
| 1990               | Sarajevo, Iugoslávia            | –67,5 kg           | Medalha de bronze  | [ 7 ]              |
| 1991               | Donaueschingen, Alemanha        | –75 kg             | Medalha de bronze  | [ 7 ]              |
| 1992               | Varna, Bulgária                 | –75 kg             | Medalha de bronze  | [ 7 ]              |
| 1993               | Melbourne, Austrália            | –76 kg             | Medalha de bronze  | [ 7 ]              |
| 1994               | Istambul, Turquia               | –76 kg             | Medalha de prata   | [ 7 ]              |
| 1995               | Cantão, China                   | –76 kg             | Medalha de bronze  | [ 7 ]              |
| 1996               | Varsóvia, Polônia               | –76 kg             | Medalha de prata   | [ 7 ]              |
| 1997               | Chiang Mai, Tailândia           | –76 kg             | Medalha de prata   | [ 7 ]              |
| 1998               | Lahti, Finlândia                | –75 kg             | Medalha de bronze  | [ 7 ]              |
| Campeonato Europeu |                                 |                    |                    |                    |
| Ano                | Lugar                           | Categoria          | Posição            | Ref.               |
| 1988               | San Marino                      | –67,5 kg           | 4                  | [ 8 ]              |
| 1989               | Manchester, Reino Unido         | –67,5 kg           | Medalha de ouro    | [ 9 ]              |
| 1990               | Santa Cruz de Tenerife, Espanha | –75 kg             | Medalha de ouro    | [ 10 ]             |
| 1991               | Varna, Bulgária                 | –67,5 kg           | Medalha de prata   | [ 11 ]             |
| 1992               | Loures, Portugal                | –75 kg             | Medalha de prata   | [ 12 ]             |
| 1993               | Valência, Espanha               | –70 kg             | Medalha de prata   | [ 13 ]             |
| 1994               | Roma, Itália                    | –76 kg             | Medalha de ouro    | [ 14 ]             |
| 1995               | Bersebá, Israel                 | –76 kg             | Medalha de prata   | [ 15 ]             |
| 1996               | Praga, República Tcheca         | –76 kg             | Medalha de ouro    | [ 16 ]             |
| 1997               | Sevilha, Espanha                | –76 kg             | Medalha de prata   | [ 17 ]             |
| 1998               | Riesa, Alemanha                 | –75 kg             | Medalha de ouro    | [ 3 ]              |
| 1999               | Corunha, Espanha                | –75 kg             | 4                  | [ 18 ]             |